# Нога (Цхалтубський муніципалітет)
Нога  (груз. ნოღა) — село в Грузії.
За даними перепису населення 2014 року в селі проживає 68 осіб.